# پنجه میمون (فیلم ۱۹۴۸)
پنجه میمون (انگلیسی: The Monkey's Paw) فیلمی بریتانیایی در سبک ترسناک به کارگردانی نورمن لی محصول سال ۱۹۴۸ است. این فیلم بر اساس رمانی به همین نام نوشتهٔ دابلیو. دابلیو. جیکوبز ساخته شده است.